# Youcef Abdi
Youcef Abdi (Azazga, 7 dicembre 1977) è un siepista e mezzofondista australiano di origine algerina.

## Biografia
Inizio a praticare l'atletica leggera nel 1992, spinto dal fratello maggiore, che era membro della società Jeunesse Sportive Azazga (con sede nella sua città natale).
Partecipò ai Giochi olimpici di Pechino nella gara dei 3000 metri siepi piazzandosi al 6º posto con un tempo di 8'16"36. Nel 2012 prenderà parte alle Olimpiadi di Londra nella medesima specialità.

## Progressione

### 800 metri
| Stagione | Risultato | Luogo    | Data      | Rank. Mond. |
| -------- | --------- | -------- | --------- | ----------- |
| 2004     | 1'49"09   | Canberra | 31-1-2004 |             |
| 2003     | 1'49"80   | Perth    | 8-2-2003  |             |
| 2002     | 1'48"30   | Rovereto | 28-8-2002 |             |

### 1500 metri
| Stagione | Risultato | Luogo          | Data      | Rank. Mond. |
| -------- | --------- | -------------- | --------- | ----------- |
| 2011     | 3'39"11   | Bottrop        | 15-7-2011 |             |
| 2010     | 3'45"87   | Melbourne      | 4-3-2010  |             |
| 2009     | 3'43"58   | Melbourne      | 5-3-2009  |             |
| 2007     | 3'38"48   | Melbourne      | 2-3-2007  |             |
| 2006     | 3'40"74   | Tallinn        | 15-8-2006 |             |
| 2005     | 3'39"22   | Nuoro          | 13-7-2005 |             |
| 2004     | 3'37"28   | Heusden-Zolder | 31-7-2004 |             |
| 2003     | 3'36"35   | Heusden-Zolder | 2-8-2003  |             |
| 2002     | 3'36"35   | Rieti          | 8-9-2002  |             |
| 2001     | 3'37"81   | Nantes         | 23-8-2001 |             |
| 2000     | 3'39"77   | Brisbane       | 11-2-2000 |             |
| 1999     | 3'41"93   | Brisbane       | 13-3-1999 |             |

### Miglio
| Stagione | Risultato | Luogo     | Data      | Rank. Mond. |
| -------- | --------- | --------- | --------- | ----------- |
| 2008     | 3'57"71   | Dublino   | 25-7-2008 |             |
| 2007     | 4'00"50   | Wanganui  | 17-3-2007 |             |
| 2005     | 3'56"99   | Brisbane  | 7-5-2005  |             |
| 2003     | 3'56"23   | Eugene    | 24-5-2003 |             |
| 2001     | 3'59"57   | Melbourne |           |             |

### 3000 metri piani
| Stagione | Risultato | Luogo     | Data      | Rank. Mond. |
| -------- | --------- | --------- | --------- | ----------- |
| 2011     | 7'53"14   | Tangeri   | 18-9-2011 |             |
| 2010     | 8'03"40   | Newcastle | 6-2-2010  |             |
| 2008     | 8'00"48   | Gateshead | 31-8-2008 |             |
| 2006     | 7'59"60   | Sydney    | 7-1-2006  |             |
| 2003     | 7'54"31   | Cuxhaven  | 19-7-2003 |             |

### 3000 metri siepi
| Stagione | Risultato | Luogo          | Data      | Rank. Mond. |
| -------- | --------- | -------------- | --------- | ----------- |
| 2012     | 8'21"98   | Istanbul       | 9-6-2012  |             |
| 2011     | 8'16"41   | Lapinlahti     | 24-7-2011 |             |
| 2010     | 8'23"39   | Spalato        | 5-9-2010  |             |
| 2009     | 8'30"76   | Sydney         | 28-2-2009 |             |
| 2008     | 8'16"36   | Pechino        | 18-8-2008 |             |
| 2007     | 8'18"34   | Heusden-Zolder | 28-7-2007 |             |
| 2006     | 8'21"98   | Heusden-Zolder | 22-7-2006 |             |
| 2005     | 8'27"42   | Sydney         | 4-3-2005  |             |

## Palmarès
| Anno | Manifestazione          | Sede              | Evento       | Risultato  | Prestazione | Note |
| ---- | ----------------------- | ----------------- | ------------ | ---------- | ----------- | ---- |
| 2002 | Giochi del Commonwealth | Manchester        | 1500 m piani | Bronzo     | 3'37"77     |      |
| 2003 | Mondiali                | Paris Saint-Denis | 1500 m piani | Semifinale | 3'40"13     |      |
| 2006 | Giochi del Commonwealth | Melbourne         | 3000 m siepi | 11º        | 9'02"22     |      |
| 2007 | Mondiali                | Osaka             | 3000 m siepi | Batteria   | 9'51"33     |      |
| 2008 | Olimpiadi               | Pechino           | 3000 m siepi | 6º         | 8'16"36     |      |
| 2009 | Mondiali                | Berlino           | 3000 m siepi | Batteria   | 8'48"88     |      |
| 2010 | Giochi del Commonwealth | Delhi             | 3000 m siepi | 6º         | 8'33"20     |      |
| 2011 | Mondiali                | Taegu             | 3000 m siepi | Batteria   | 8'38"42     |      |
| 2012 | Giochi olimpici         | Londra            | 3000 m siepi | Batteria   | 8'29"81     |      |

## Campionati nazionali
2006
- Oro ai campionati australiani, 3000 m piani

2014
- Argento ai campionati australiani, 3000 m siepi - 8'53"43

## Altre competizioni internazionali
2002
- 4º alla Coppa del mondo ( Madrid), 1500 metri - 3'41"01

2006
- 5º alla Coppa del mondo ( Atene), 3000 metri siepi - 8'36"13

2010
- 6º alla Coppa continentale ( Spalato), 3000 metri siepi - 8'23"39